# كيث ماكراي
كيث ماكراي (بالإنجليزية: Keith MacRae)‏ هو لاعب كرة قدم بريطاني في مركز حراسة المرمى، ولد في 5 فبراير 1951 في غلاسكو في المملكة المتحدة. لعب مع بورتلاند تيمبرز ومانشستر سيتي ونادي ماذرويل.